# Daubenbüchel
Daubenbüchel ist ein Ortsteil von Untereschbach in der Stadt Overath im Rheinisch-Bergischen Kreis in Nordrhein-Westfalen, Deutschland.

## Lage
Daubenbüchel liegt im äußersten Westen von Overath an der Landesstraße 284, die von Rösrath nach Lindlar führt hier Hoffnungsthaler Straße heißt. In der Nähe befinden sich die Ortschaften Unterauel, Mittelauel, Großbuchholz  und die aufgelassene Grube Grünewald.

## Geschichte
Der Name bezieht sich auf den Stammhof Daubenbüchel. In alten Schriften ist zuerst ein Wilhelm Daubenbüchel erwähnt, der im Jahr 1665 bereits 95 Jahre zählte.
Die Topographia Ducatus Montani des Erich Philipp Ploennies, Blatt Amt Porz, belegt, dass der Wohnplatz bereits 1715 zwei Hofstellen besaß, die als Dam̅enböggel beschriftet sind. Aus der Charte des Herzogthums Berg von 1789 des Carl Friedrich von Wiebeking geht hervor, dass der Ortsbereich zu dieser Zeit Teil des Unterkirchspiels Immekeppel im Obergericht Bensberg war.
Der Ort lag nahe der Brüderstraße, einer bedeutenden mittelalterlichen Altfernstraße von Flandern über Köln nach Leipzig.
Der Ort ist auf der Topographischen Aufnahme der Rheinlande von 1817 ohne Beschriftung eingezeichnet. Die Preußische Uraufnahme von 1845 zeigt den Wohnplatz unter dem Namen Daubenbüchel. Ab der Preußischen Neuaufnahme von 1892 ist der Ort auf Messtischblättern regelmäßig als Daubenbüchel verzeichnet.
Nach dem Zusammenbruch der napoleonischen Administration und deren Ablösung gehörte der Ort zur Bürgermeisterei Bensberg im Kreis Mülheim am Rhein. Der 1845 laut der Uebersicht des Regierungs-Bezirks Cöln als Bauerngüter kategorisierte Ort besaß zu dieser Zeit drei Wohngebäude mit 21 Einwohnern, alle katholischen Bekenntnisses. Die Gemeinde- und Gutbezirksstatistik der Rheinprovinz führt Daubenbüchel 1871 mit vier Wohnhäusern und 29 Einwohnern auf. Im Gemeindelexikon für die Provinz Rheinland von 1888 werden für Daubenbüchel drei Wohnhäuser mit 20 Einwohnern angegeben. 1895 besaß der Ort drei Wohnhäuser mit 13 Einwohnern und gehörte konfessionell zum evangelischen Kirchspiel Volberg und zum katholischen Kirchspiel Immekeppel, 1905 werden drei Wohnhäuser und 26 Einwohner angegeben.
Aufgrund § 10 des Köln-Gesetzes wurden 1975 mehrere Bensberger Außenorte in die Gemeinde Overath umgemeindet, darunter auch der Bereich um Untereschbach mit Daubenbüchel.